# Paavo Nurmi
Paavo Johannes Nurmi (phát âm tiếng Phần Lan: [ˈpɑːʋo ˈnurmi] ⓘ; 13 tháng 6 năm 1897 – 2 tháng 10 năm 1973) là vận động viên chạy cự ly trung và dài người Phần Lan. Ông được mệnh danh là "Flying Finn - Finn bay" vì ông thống trị đường chạy trong những năm đầu thế kỷ 20. Nurmi thiết lập 22 kỷ lục thế giới chính thức ở các cự ly giữa 1500 mét và 20 km, và đã giành tổng cộng chín huy chương vàng và  ba bạc trong mười hai lần tổ chức Thế vận hội. 
Tại đỉnh cao của mình, Nurmi đã bất bại ở các cự ly từ 800 m trở lên trong 121 lần chạy. Trong suốt sự nghiệp 14 năm của mình, ông vẫn bất bại trong các cuộc thi chạy xuyên quốc gia và 10.000 m.

## Tổng kết sự nghiệp (1920–34)

### Các mùa giải

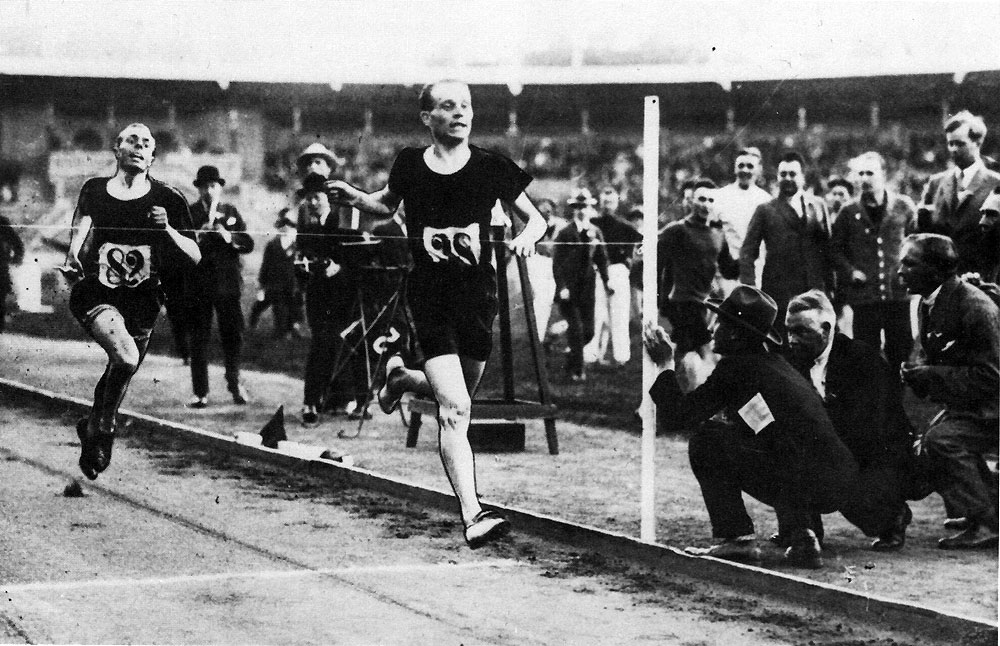
Nurmi vượt qua Wide để giành chiến thắng tại Stockholm

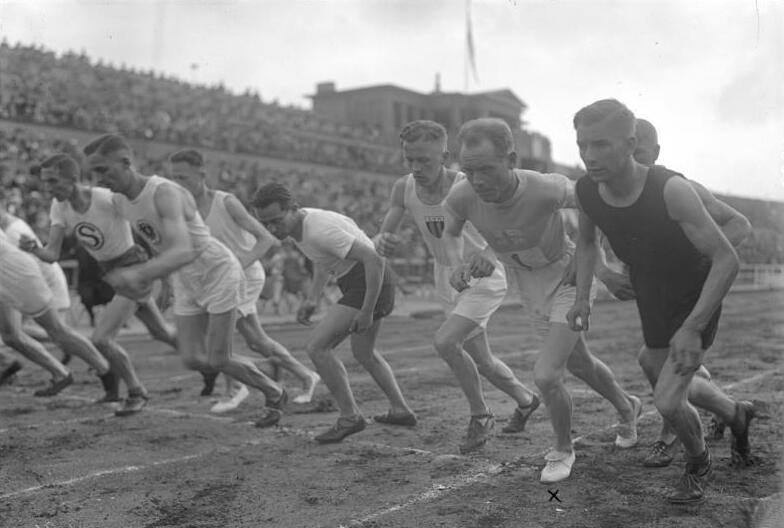
Nurmi bắt đầu chạy tại Berlin

| Season | Distances             | Starts | Wins | Podiums | DNF |
| ------ | --------------------- | ------ | ---- | ------- | --- |
| 1920   | 1500 m – 10,000 m     | 14     | 13   | 14      | 0   |
| 1921   | 800 m – 10,000 m      | 17     | 15   | 16      | 0   |
| 1922   | 800 m – 4 miles       | 20     | 20   | 20      | 0   |
| 1923   | 800 m – 5000 m        | 23     | 23   | 23      | 0   |
| 1924   | 800 m – 10,000 m      | 25     | 25   | 25      | 0   |
| 1925   | 800 m – 10,000 m      | 58     | 56   | 57      | 1   |
| 1926   | 1000 m – 10,000 m     | 19     | 16   | 19      | 0   |
| 1927   | 1500 m – 5000 m       | 12     | 12   | 12      | 0   |
| 1928   | 1500 m – One hour run | 15     | 12   | 15      | 0   |
| 1929   | Mile – 6 miles        | 14     | 12   | 14      | 0   |
| 1930   | 1500 m – 20,000 m     | 11     | 11   | 11      | 0   |
| 1931   | 2 miles – 7 miles     | 16     | 14   | 14      | 2   |
| 1932   | 10,000 m – Marathon   | 3      | 2    | 2       | 1   |
| 1933   | 1500 m – 25,000 m     | 16     | 13   | 15      | 1   |
| 1934   | 3000 m – 10,000 m     | 8      | 8    | 8       | 0   |

### Events
| Event          | Năms      | Starts | Wins | Podiums | DNF |
| -------------- | --------- | ------ | ---- | ------- | --- |
| 800 m / 880 yd | 1921–1925 | 8      | 6    | 8       | 0   |
| 1500 m         | 1920–1933 | 33     | 30   | 32      | 0   |
| Mile           | 1920–1929 | 10     | 9    | 10      | 0   |
| 3000 m         | 1920–1934 | 29     | 27   | 29      | 0   |
| 2 miles        | 1922–1931 | 23     | 22   | 23      | 0   |
| 5000 m         | 1920–1934 | 71     | 67   | 69      | 2   |
| 10,000 m       | 1920–1934 | 17     | 17   | 17      | 0   |
| Cross country  | 1920–1934 | 23     | 23   | 23      | 0   |

### Olympics

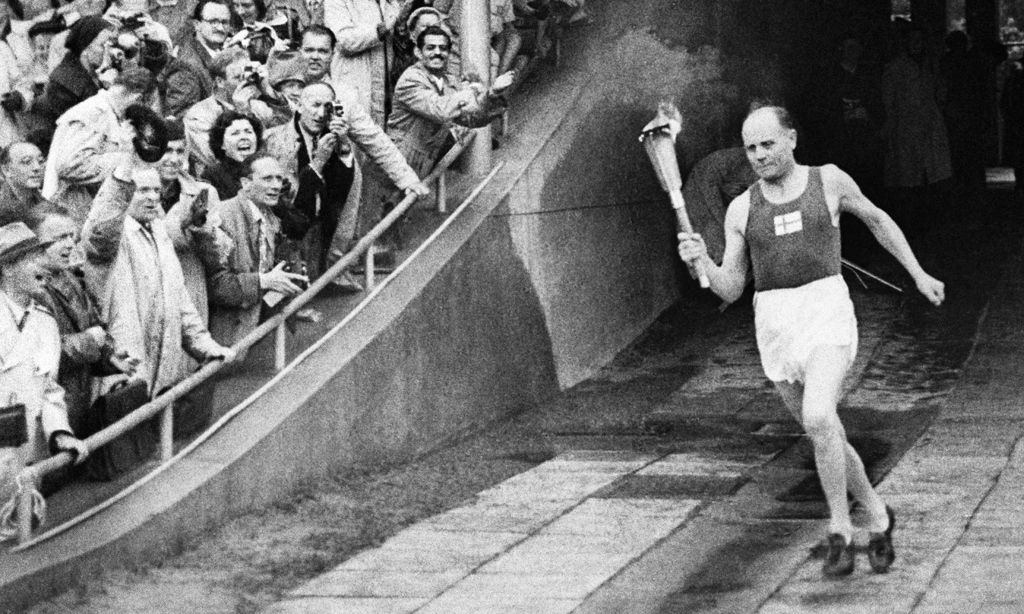
Nurmi returns to the track for the 1952 Olympic ceremonies.

| Năm  | Date      | Event                        | Mark         | Kết quả |
| ---- | --------- | ---------------------------- | ------------ | ------- |
| 1920 | 16 August | 5000 m – heat 3              | 15:33.0      | Q (2nd) |
| 1920 | 17 August | 5000 m – final               | 15:00.5      | 2nd     |
| 1920 | 19 August | 10,000 m – heat 1            | 33:46.3      | Q (2nd) |
| 1920 | 20 August | 10,000 m – final             | 31:45.8      | 1st     |
| 1920 | 22 August | Individual cross country     | 27:15.0      | 1st     |
| 1920 | 22 August | Team cross country           | 10 pts       | 1st     |
| 1924 | 8 July    | 5000 m – heat 2              | 15:28.6      | Q (1st) |
| 1924 | 9 July    | 1500 m – heat 3              | 4:07.6       | Q (1st) |
| 1924 | 10 July   | 1500 m – final               | 3:53.6 (OR)  | 1st     |
| 1924 | 10 July   | 5000 m – final               | 14:31.2 (OR) | 1st     |
| 1924 | 11 July   | 3000 m team race – heat 1    | 8:47.8 (1st) | Q (1st) |
| 1924 | 12 July   | Individual cross country     | 32:54.8      | 1st     |
| 1924 | 12 July   | Team cross country           | 11 pts       | 1st     |
| 1924 | 13 July   | 3000 m team race – final     | 8:32.0 (1st) | 1st     |
| 1928 | 29 July   | 10,000 m                     | 30:18.8 (OR) | 1st     |
| 1928 | 31 July   | 5000 m – heat 3              | 15:08.0      | Q (4th) |
| 1928 | 1 August  | 3000 m steeplechase – heat 2 | 9:58.8       | Q (1st) |
| 1928 | 3 August  | 5000 m – final               | 14:40.0      | 2nd     |
| 1928 | 4 August  | 3000 m steeplechase – final  | 9:31.2       | 2nd     |

### Tiểu sử
- Lovesey, Peter (1968). The Kings of Distance: A Study of Five Great Runners. Taylor & Francis. ISBN 978-3540002383.
- Raevuori, Antero (1997). Paavo Nurmi, juoksijoiden kuningas (bằng tiếng Phần Lan) (ấn bản thứ 2). WSOY. ISBN 978-9510218501.
- Sears, Edward Seldon (2001). Running Through the Ages. McFarland. ISBN 978-0786409716.